# Stary Sielec
Stary Sielec (prononciation : [ˈstarɨ ˈɕɛlɛt͡s]) est un village polonais de la gmina de Jutrosin dans le powiat de Rawicz de la voïvodie de Grande-Pologne dans le centre-ouest de la Pologne.
Il se situe à environ 2 kilomètres au nord-ouest de Jutrosin (siège de la gmina), à 20 kilomètres à l'est de Rawicz (siège du powiat) et à 82 kilomètres au sud de Poznań (capitale régionale).

## Histoire
De 1815 à 1920, Alt Sielec fait partie de l'arrondissement de Kröben, puis à partir de 1887 de l'arrondissement de Rawitsch dans le district de Posen au sein de la province de Posnanie.
De 1975 à 1998, le village faisait partie du territoire de la voïvodie de Leszno.

Depuis 1999, Stary Sielec est situé dans la voïvodie de Grande-Pologne.